# Радісна вулиця (Київ)
Радісна ву́лиця — вулиця у Солом'янському районі міста Києва, місцевість Батиєва гора. Пролягає від Привітної вулиці до Провідницької вулиці.
До Привітної вулиці прилучаються вулиці Організаторська та Громадська.

## Історія
Радісна вулиця виникла близько 1909 року, мала назву 7-а Лінія, як і всі інші вулиці Батиєвої гори. Сучасна назва — з 1958 року.